# Manuel Cerdán Alenda
Manuel Cerdán Alenda (Asp, Vinalopó Mitjà, 1954) és un periodista valencià.
Cerdan és doctor en Periodisme, professor de la Universitat Camilo José Cela i col·laborador del programa de televisió Los Desayunos de TVE i La Noche en 24 horas. Va treballar al diari El Mundo, del qual fou redactor en cap d'Investigació des de 1994. Abans de la seva incorporació a El Mundo fou redactor en cap d'Investigación de Cambio 16 entre 1989 i 2003, i d'Interviú entre 1980 i 1989. Va ser responsable d'exclusives com l'entrevista a Francisco Paesa mentre estava ocult a París. És doctor en Periodisme per la Universitat Complutense de Madrid. El 2004 fou nomenat director de la revista Interviú.
És autor al costat d'Antonio Rubio dels llibres El Caso Interior, El Origen del GAL i Lobo. També ha escrit Paesa, el espía de las mil caras. Ha obtingut, entre altres els premis "León Felipe a la Llibertat d'Expressió", Club Internacional de Premsa i José Lumbreras i ARI 2006 al Periodista de l'Any.